# Крысы пустыни
«Крысы пустыни» (англ. The Desert Rats) — военный кинофильм.

## Сюжет
Фильм основан на реальных событиях времён Второй мировой войны. Начало 1940-х годов, военная кампания в Северной Африке. Германские войска под командованием генерала Роммеля готовятся к осаде Тобрука, основного плацдарма британской армии.

## В ролях
- Ричард Бёртон — капитан «Тэмми» МакРобертс
- Джеймс Мэйсон — генерал Эрвин Роммель
- Роберт Ньютон — Том Бартлетт
- Торин Тэтчер — полковник Барни Уайт
- Чипс Рафферти — сержант «Синий» Смит
- Чарльз Тингуэлл — лейтенант Гарри Карстэрс
- Чарльз Дэвис[англ.] — Пит
- Бен Райт — Мик
- Роберт Дуглас — генерал

## История проката
Даты премьер
Даты приведены в соответствии с данными IMDb.
- США — 6 мая 1953 (премьерный показ в Лос-Анджелесе)
- США — 8 мая 1953 (премьерный показ в Нью-Йорке)
- США — 20 мая 1953
- Швеция — 3 августа 1953
- Финляндия — 18 сентября 1953
- ФРГ — 21 ноября 1953
- Дания — 1 февраля 1954
- Франция — 1 октября 1954

## Награды и номинации
- Номинация на премию «Оскар» в категории «Лучший оригинальный сценарий» — Ричард Мёрфи
- Премия Национального совета кинокритиков США в категории «Лучший актёр» — Джеймс Мэйсон[2]